# 庄野理一
庄野 理一（しょうの りいち、1888年12月20日 - 1954年5月23日）は、日本の弁護士。最高裁判所判事。香川県出身。

## 人物
1913年（大正2年）に東京帝国大学独法科を卒業し、すぐに弁護士になった。民事が専門。弁護士をしながら、東邦商事など数社の役員や顧問をし、実業界でも活動した。東京弁護士会会長も務め、戦後は公職資格審査委員会委員長に選出されたりもした。
裁判官任命諮問委員会による諮問の結果、1947年（昭和22年）8月に最高裁判所判事となる。1948年（昭和23年）2月10日、東京帝大出身の弁護士を中心として開かれた会合で、平野事件に関して「牧野英一公職適否審査委員長が西尾末広から50万円を貰い、委員に10万ずつ渡した」旨の発言をした。これに伝え聞いた西尾から同年3月18日に名誉毀損で刑事告訴される。庄野は「世間で流布されていることを語ったに過ぎない」と述べた。刑事事件としては成立しなかったが、国会の裁判官弾劾訴追委員会でも調査され、訴追の可能性が強まった。この騒ぎに嫌気がさしたのか、庄野は6月16日に辞表を提出し、6月26日に臨時閣議で依願免官となった。最高裁裁判官在任期間11ヶ月は史上最短記録であり、59歳6ヶ月での最高裁裁判官退官は史上最年少である。制度創設後最初の国民審査となった第1回の最高裁判所裁判官国民審査の投票日（1949年1月23日）以前に退職しているため国民審査を受けていない。
退官後は弁護士に戻ったが、1954年（昭和29年）5月23日に東京都千代田区の自宅で脊椎腫瘍で67歳で死去した。